# آگنس جواکیم
آگنس جواکیم (ارمنی: Ագնես Ջոաքիմ؛ انگلیسی: Agnes Joaquim؛ ۷ آوریل ۱۸۵۴ – ۲ ژوئیه ۱۸۹۹) یک زن پرورش دهنده گل ارمنی‌تبار اهل سنگاپور بود. واندا میس جواکیم (ارمنی: Միսս Ջոաքիմի Վանդա») یا ارکیده سنگاپوری، گل ملی کشور سنگاپور است. این گل به افتخار پرورش دهنده آن نام گذاری شده است.

## زندگی‌نامه
آگنس جواکیم با نام اصلی آشخن هواگیمیان ارمنی: Աշխեն Հովակիմյան در یک خانواده پرجمعیت ارمنی در ۷ آوریل ۱۸۵۴ در سنگاپور به دنیا آمد. وی همراه با مادرش به پرورش گل در باغات خانوادگی شان مشغول بود. بین سال‌های ۱۸۹۳ و ۱۸۹۵ در ۳ نمایشگاه پرورش گل در سنگاپور شرکت کرده و در کل ۲۷ جایزه اول و ۱۵ جایزه دوم برای گل‌های پرورش داده خویش دریافت کرد. آگنس درسال ۱۸۹۹ ارکیده خویش را که از پیوند چند گل پرورش داده بود، در نمایشگاه گل همان سال ارائه داد. این گل بعدها، به افتخار پرورش دهنده آن «واندا میس جواکیم» نام گرفت. آگنس در سال ۱۸۹۹، سه ماه پس از کسب این افتخار، براثر بیماری سرطان درگذشت. در سال ۱۹۸۱ این ارکیده به عنوان گل ملی و نماد کشور سنگاپور انتخاب شد. در اوایل قرن بیستم، سنگ قبر وی به حیاط کلیسای گریگور مقدس ارامنه سنگاپور منتقل شد.

## نگارخانه

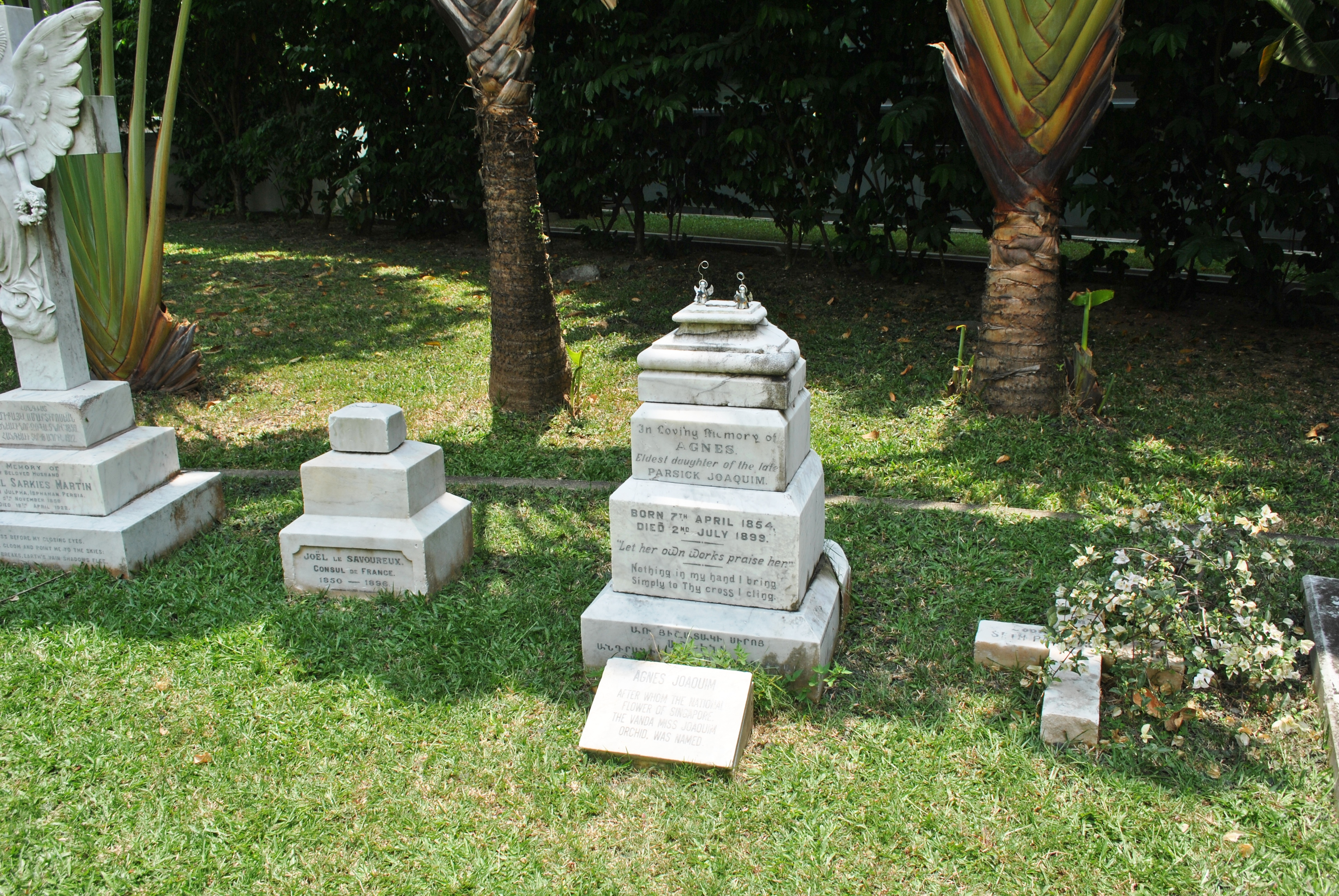
Agnes Joaquim's tombstone in the churchyard at Armenian Church, Singapore
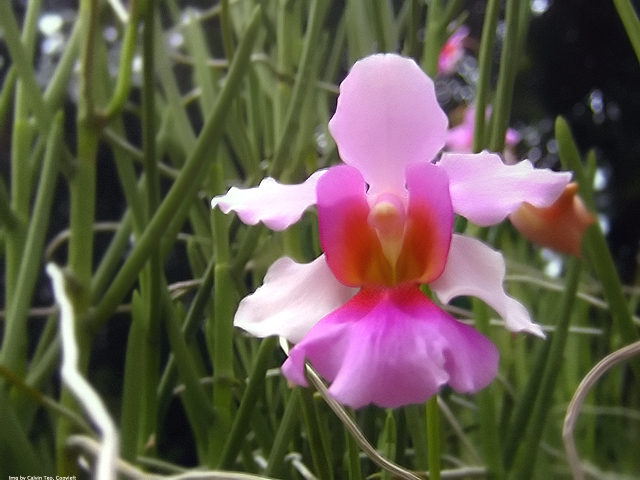
واندا میس جواکیم